# Mini-Jeux du Pacifique de 2013
Navigation
2009 Rarotonga 2017 Port-Vila
Les Mini-Jeux du Pacifique de 2013 sont la 9e édition de ces jeux. Ils se tiennent à Mata Utu, Wallis-et-Futuna, France du 2 au 12 septembre 2013. C'est la première fois que cette collectivité d'outre-mer les accueille. Le slogan choisi est, en wallisien, Pasifika lena, Pasifika pe'ia (en français « le Pacifique autrement, le Pacifique simplement »).

## Candidature
En 2013, Wallis-et-Futuna organisent les Mini-Jeux du Pacifique. L'organisation de cette compétition sportive s'inscrit dans une politique de Wallis-et-Futuna de professionnalisation du sport dans le territoire. Les infrastructures sportives manquent sur le territoire, et il n'y a toujours pas de stade avec des gradins. A partir des années 1990, les personnalités politiques demandent des subventions à l’État pour la construction d'un complexe sportif à Mata-Utu. Basile Tui, alors sénateur du territoire, se charge d'obtenir des subventions pour la construction du nouveau stade de Kafika à partir de 1998. Sans cette ces nouvelles infrastructures; piste d'athlétisme, terrain de football et de rugby, salle d'haltérophilie, halle des sports.. il était impensable de se lance dans une candidature à l'organisation des Jeux du Pacifique. Finalement, les travaux aboutissent moins de 5 ans après pour une somme estimé à 15 millions de francs français.
Peu après les constructions, Wallis-et-Futuna candidate en 2004 pour l'organisation les mini-jeux du Pacifique 2009 mais ce sont les îles Cook qui sont finalement retenues. Le territoire présente à nouveau sa candidature et obtient en 2007 le rôle d'organisateur des XIe mini-jeux du Pacifique de 2013. Le comité territorial olympique et sportif de Wallis-et-Futuna (CTOS) s'occupe de la gestion du sport. Un comité d'organisation des mini-jeux est fondé.

## Organisation

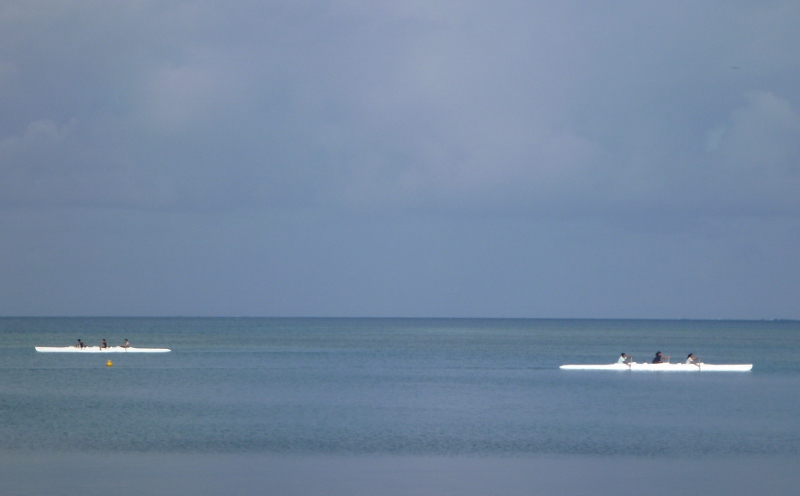
En novembre 2012, des rameurs s'entraînent dans le lagon de Wallis en vue des minijeux.

Peu après les constructions, Wallis-et-Futuna candidate en 2004 pour l'organisation les mini-jeux du Pacifique 2009 mais ce sont les îles Cook qui sont finalement retenues. Le territoire présente à nouveau sa candidature et obtient en 2007 le rôle d'organisateur des XIe mini-jeux du Pacifique de 2013. Le comité territorial olympique et sportif de Wallis-et-Futuna (CTOS) s'occupe de la gestion du sport. Un comité d'organisation des mini-jeux est fondé. Les équipes et sportifs de Wallis-et-Futuna ont remporté 5 médailles d'or, 2 d'argent et 6 de bronze dans l'histoire de sa participation aux Jeux du Pacifique, depuis ses premiers Jeux en 1981. L'évènement est jugé réussi par la presse locale et reste dans les archives comme le premier évènement sportif continental du territoire. L'évènement a regroupé 22 pays et 1 500 spectateurs.
Cette organisation profite aussi aux locaux avec de nouveaux aménagements sportifs à hauteur de 12 millions d'euros. On retrouve par exemple Kolopelu accueillant le beach-volley, Uvea le taekwondo, le volley-ball et l'haltérophilie ; dans la baie de Gahi se déroulent les compétitions de va’a et Liku accueille les épreuves de voile. Le beach-volley se déroule sur l'île de Futuna. L'administrateur supérieur Michel Aubouin souligne que de nombreux équipements ont été terminé juste avant le début des compétitions, et indique que des difficultés ont été rencontrées à Futuna pour obtenir de la chefferie un terrain de beach-volley ; le sable a dû être acheminé par bateau pour l'aménager. La population locale s'est beaucoup impliqué, certaines familles hébergeant des sportifs à domicile faute d'infrastructure hôtelières suffisantes.

## Participants
22 pays et territoires participent aux jeux :
- Îles Cook
- Fidji
- Guam
- Kiribati
- Îles Mariannes du Nord
- Îles Marshall
- États fédérés de Micronésie
- Nouvelle-Calédonie
- Nauru
- Niue
- Île Norfolk
- Palaos
- Papouasie-Nouvelle-Guinée
- Salomon
- Samoa
- Samoa américaines
- Tahiti
- Tokelau
- Tonga
- Tuvalu
- Vanuatu
- Wallis-et-Futuna

## Sports
Les compétitions se déroulent dans 8 sports (le nombre d'évènements dans chaque sport est indiqué entre parenthèses) :
- athlétisme (48) (détails)
- beach-volley (2) (détails)
- Rugby à sept (1) (détails)
- voile (6) (détails)
- taekwondo (18) (détails)
- va’a (12) (détails)
- volley-ball (2) (détails)
- haltérophilie (15) (détails)

## Lieux
- Stade de Mata-Utu (en) : cérémonies d'ouverture et de clôture, athlétisme, rugby à sept
- Kolopelu (Futuna) : beach-volley
- Kafika : taekwondo, volley-ball et haltérophilie
- Baie de Gahi : va’a
- Liku : voile

## Calendrier
|  | Cérémonies | ● | Jour de compétition |  | Jour de finale | 4 | Nombre de finales |

| Cérémonies    |  | O |    |    |    |    |   |  |   |    |   | C |     |
| Athlétisme    |  |   | 3  | 13 | 12 | 20 |   |  |   |    |   |   | 48  |
| Beach-volley  |  |   |    |    |    | ●  | ● |  | ● | 2  |   |   | 2   |
| Rugby à sept  |  |   |    |    |    |    |   |  |   | ●  | 1 |   | 1   |
| Voile         |  |   | ●  | ●  | ●  | ●  | ● |  | ● | ●  | ● | 6 | 6   |
| Taekwondo     |  |   |    |    |    |    |   |  | 8 | 10 |   |   | 18  |
| Va’a          |  |   | 4  | 4  | 2  | 2  |   |  |   |    |   |   | 12  |
| Volley-ball   |  |   | ●  | ●  | ●  | ●  | ● |  | ● | ●  | 2 |   | 2   |
| Haltérophilie |  |   | 6  | 4  | 5  |    |   |  |   |    |   |   | 15  |
| Médailles     |  |   | 13 | 21 | 19 | 22 |   |  | 8 | 12 | 3 | 6 | 104 |